# Croix de Catuffe
La croix de Catuffe est une croix située à Alairac, en France.

## Localisation
La croix est située sur la commune d'Alairac, dans le département français de l'Aude.
Vous la trouverez sur le bord du chemin des Castelles

## Historique
L'édifice est inscrit au titre des monuments historiques en 1948.